# 리히텐슈타인 후자 요제프 벤첼
리히텐슈타인 후자 요제프 벤첼(Prinz Joseph Wenzel Maximilian Maria von und zu Liechtenstein, Graf zu Rietberg, 1995년 5월 24일 ~ )은 리히텐슈타인 후국의 후세손이다. 리히텐슈타인 후세자 알로이스와 조피 인 바이에른 여공작의 3남 1녀 중 장남이다. 현재 리히텐슈타인 후작위 계승 서열 2위이자 모친 조피 다음으로 자코바이트 왕위 계승권 서열 3위이다.